# Champagne-Ardenne
Champagne-Ardenne (Nederlands: Champagne-Ardennen) was een bestuurlijke regio in het noorden van Frankrijk.
Champagne-Ardenne grensde aan de (toenmalige) Franse regio's Picardië, Île-de-France, Bourgondië, Franche-Comté, Lotharingen en aan de Belgische provincies Luxemburg en Namen. De hoofdstad was Châlons-en-Champagne. De regio omvatte de departementen Ardennes, Aube, Haute-Marne en Marne.
Champagne-Ardenne werd opgeheven bij de regionale herindeling per 1 januari 2016. Het gebied werd gevoegd bij de nieuw ingestelde regio Grand Est.

## Aangrenzende regio's
| Aangrenzende regio's | Aangrenzende regio's | Aangrenzende regio's | Aangrenzende regio's | Aangrenzende regio's |
| -------------------- | -------------------- | -------------------- | -------------------- | -------------------- |
| Henegouwen (BE)      |                      | Namen (BE)           |                      | Luxemburg (BE)       |
|                      |                      |                      |                      |                      |
| Picardië             | Lotharingen          |                      |                      |                      |
|                      |                      |                      |                      |                      |
| île-de-France        |                      | Bourgogne            |                      | Franche-Comté        |